# Chionaema rejecta
Chionaema rejecta là một loài bướm đêm thuộc phân họ Arctiinae, họ Erebidae.